# Bernd Kasten
Bernd Kasten (* 14. März 1964 in Nordhastedt) ist ein deutscher Historiker und Archivar.

## Leben
Kasten studierte Geschichte und Anglistik an der Christian-Albrechts-Universität zu Kiel und der Indiana University Bloomington. 1990 wurde er in Kiel zum Dr. phil. promoviert. 1990/91 war er an der Universitätsbibliothek Kiel angestellt. Nach dem Archivreferendariat am Landesarchiv Schleswig-Holstein und an der Archivschule Marburg wurde er 1993 Leiter des Stadtarchivs Schwerin. 2002 wurde er in die Historische Kommission für Mecklenburg berufen. 2008 habilitierte er sich an der Universität Rostock.
Von 2011 bis 2017 war er Vorsitzender des Landesverbandes Mecklenburg-Vorpommern des Verbandes deutscher Archivarinnen und Archivare. Seit April 2018 ist er Vorsitzender des mecklenburgischen Geschichtsvereins.

## Schriften (Auswahl)
- mit Jens-Uwe Rost: Schwerin. Geschichte der Stadt. Thomas Helms Verlag, Schwerin 2005, ISBN 3-935749-38-4.
- Prinz Schnaps. Schwarze Schafe im mecklenburgischen Fürstenhaus. Hinstorff, Rostock 2009, ISBN 978-3-35601-334-4.
- mit Matthias Manke, Johann Peter Wurm (Hrsg.): Leder ist Brot: Beiträge zur norddeutschen Landes- und Archivgeschichte. Festschrift für Andreas Röpcke. Thomas Helms Verlag, Schwerin 2011, ISBN 978-3-940207-69-2.
- Alles 50 Jahre später? Die Wahrheit über Bismarck und Mecklenburg. Hinstorff, Rostock 2013, ISBN 978-3-35601-599-7.
- (Hrsg.) 7. April 1945 – Bomben auf Schwerin. 2. Aufl. Thomas Helms Verlag, Schwerin  2015, ISBN 978-3-944033-23-5.
- mit René Wiese, Matthias Manke: Die Großherzöge von Mecklenburg-Schwerin. Hinstorff, Rostock 2015, ISBN 978-3-35601-986-5.
- Schwerin. Geschichte einer Stadt. Wachholtz, Kiel/Hamburg 2016, ISBN 3-529-07607-4.
- Der Kapp-Putsch in Mecklenburg. Lokale Ereignisse und regionale Folgen eines Angriffs auf die Demokratie. Hinstorff, Rostock 2019, ISBN 978-3-356-02283-4.
- Der alte jüdische Friedhof in Schwerin. Thomas Helms Verlag, Schwerin 2022, ISBN 978-3-944033-36-5.